# Shibuya-kei
Shibuya-kei (渋谷系) là một nhánh của nhạc pop Nhật Bản có nguồn gốc ở quận Shibuya của Tokyo. Nó được mô tả như một sự pha trộn giữa jazz, pop và nhạc pop điện tử.

## Thuật ngữ
Thuật ngữ "Shibuya-kei" xuất phát từ Shibuya (渋谷), một trong số 23 khu đặc biệt của Tokyo được biết đến với các cửa hàng thời trang, cuộc sống ban đêm, và là một trung tâm của nền văn hoá đại chúng Nhật Bản, và từ tiếng Nhật kei (系) có nghĩa là "hệ thống" hay trong hoàn cảnh này là "phong cách". Như vậy, Shibuya-kei dịch thành "phong cách Shibuya".

## Các nghệ sĩ tiêu biểu
- Aira Mitsuki
- Buffalo Daughter
- capsule
- Cecil
- Cibo Matto
- Chappie
- Chocolat
- Clammbon
- Cornelius
- Cymbals
- Dahlia
- Fantastic Plastic Machine
- Flipper's Guitar
- Kahimi Karie
- Macdonald Duck Eclair
- Marino
- Kenji Ozawa
- Paris Match
- Perfume
- Pizzicato Five
- Plus-Tech Squeeze Box
- Qypthone
- Round Table
- Kensuke Shiina
- Maki Nomiya
- Sakanaction
- Saori@destiny
- Serani Poji
- Spiral Life
- Strawberry Machine
- Takako Minekawa
- Tatsuya Oe (Captain Funk)
- Tōwa Tei
- Yukari Fresh